# Maxfield
Maxfield és una població dels Estats Units a l'estat de Maine (EUA). Segons el cens del 2000 tenia 87 habitants.

## Demografia
Segons el cens del 2000, Maxfield tenia 87 habitants, 39 habitatges, i 23 famílies. La densitat de població era d'1,8 habitants/km².
Dels 39 habitatges en un 25,6% hi vivien nens de menys de 18 anys, en un 51,3% hi vivien parelles casades, en un 10,3% dones solteres, i en un 38,5% no eren unitats familiars. En el 25,6% dels habitatges hi vivien persones soles el 5,1% de les quals corresponia a persones de 65 anys o més que vivien soles. El nombre mitjà de persones vivint en cada habitatge era de 2,23 i el nombre mitjà de persones que vivien en cada família era de 2,71.
Per edats la població es repartia de la següent manera: un 21,8% tenia menys de 18 anys, un 3,4% entre 18 i 24, un 28,7% entre 25 i 44, un 33,3% de 45 a 60 i un 12,6% 65 anys o més.
L'edat mediana era de 44 anys. Per cada 100 dones de 18 o més anys hi havia 94,3 homes.
La renda mediana per habitatge era de 15.000 $ i la renda mediana per família de 15.625 $. Els homes tenien una renda mediana de 31.250 $ mentre que les dones 17.083 $. La renda per capita de la població era d'11.573 $. Entorn del 23,1% de les famílies i el 31,1% de la població estaven per davall del llindar de pobresa.